# Chapelle de la Bienheureuse Bronisława
La Chapelle de la Bienheureuse Bronisława  (en polonais Kaplica błogosławionej Bronisławy) est une chapelle néo-gothique érigée par les autorités autrichiennes entre 1856 et 1861 à l'intérieur de la citadelle entourant le Tertre Kościuszko, dans le quartier de Zwierzyniec de Cracovie (Pologne).

## Histoire
Basée sur le design de Feliks Księżarski, la chapelle a été construite à la place d'une petite église du XVIIIe siècle démolie en 1854.
La chapelle de la Bienheureuse Bronisława tient son nom du XIIIe siècle. La nonne Norbertine a quitté le couvent de Zwierzyniec et a mené la vie d'un ermite à cet endroit exact. Son domicile existe toujours sur la colline au XIXe siècle, quoique déjà orné par le lieu saint érigé au début du XVIIIe siècle. La sœur Norbertine a fait don de la terre sur laquelle le Mont et la chapelle ont été érigés.

## Photos

### Intérieur

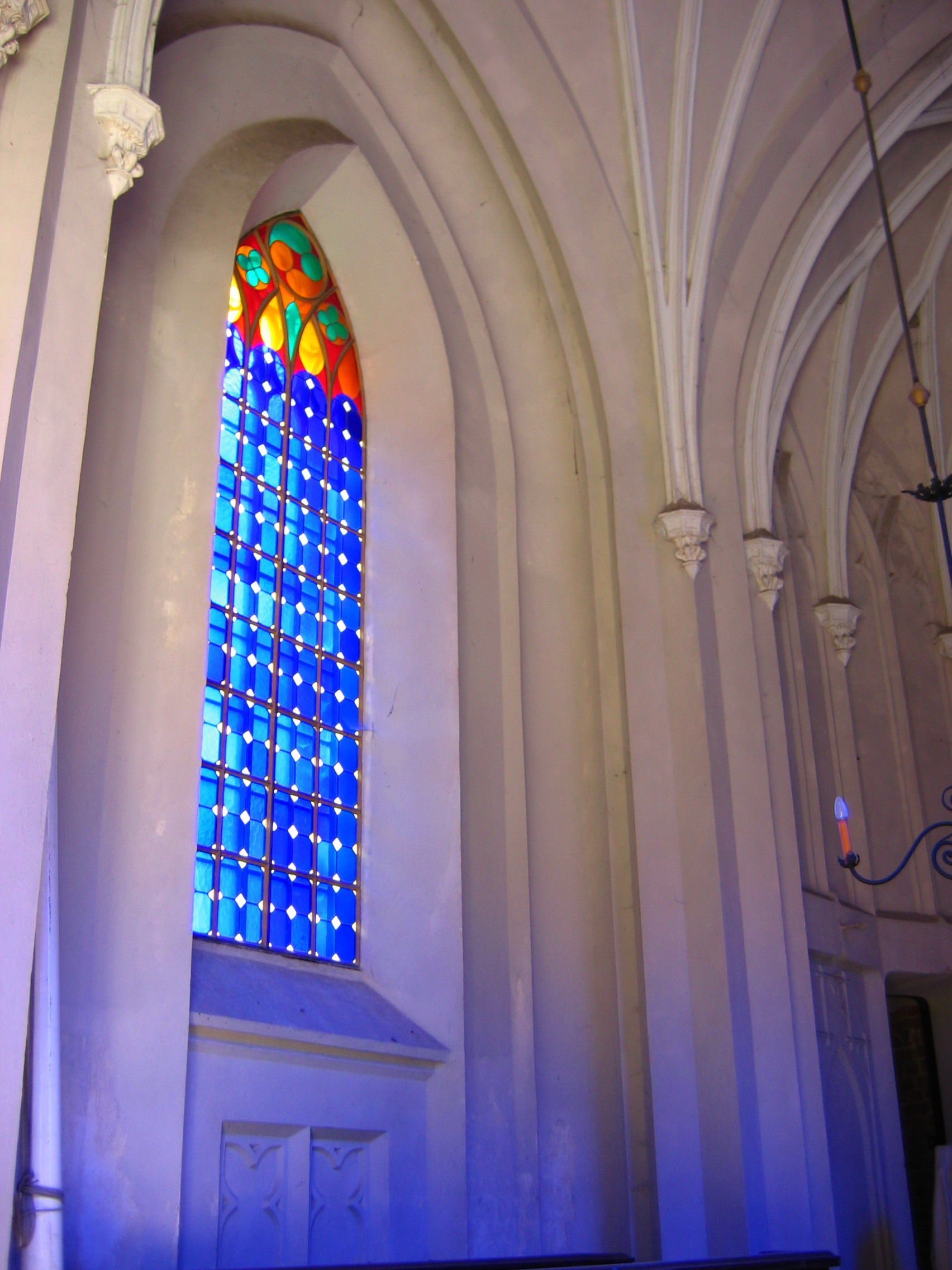
Vitrail
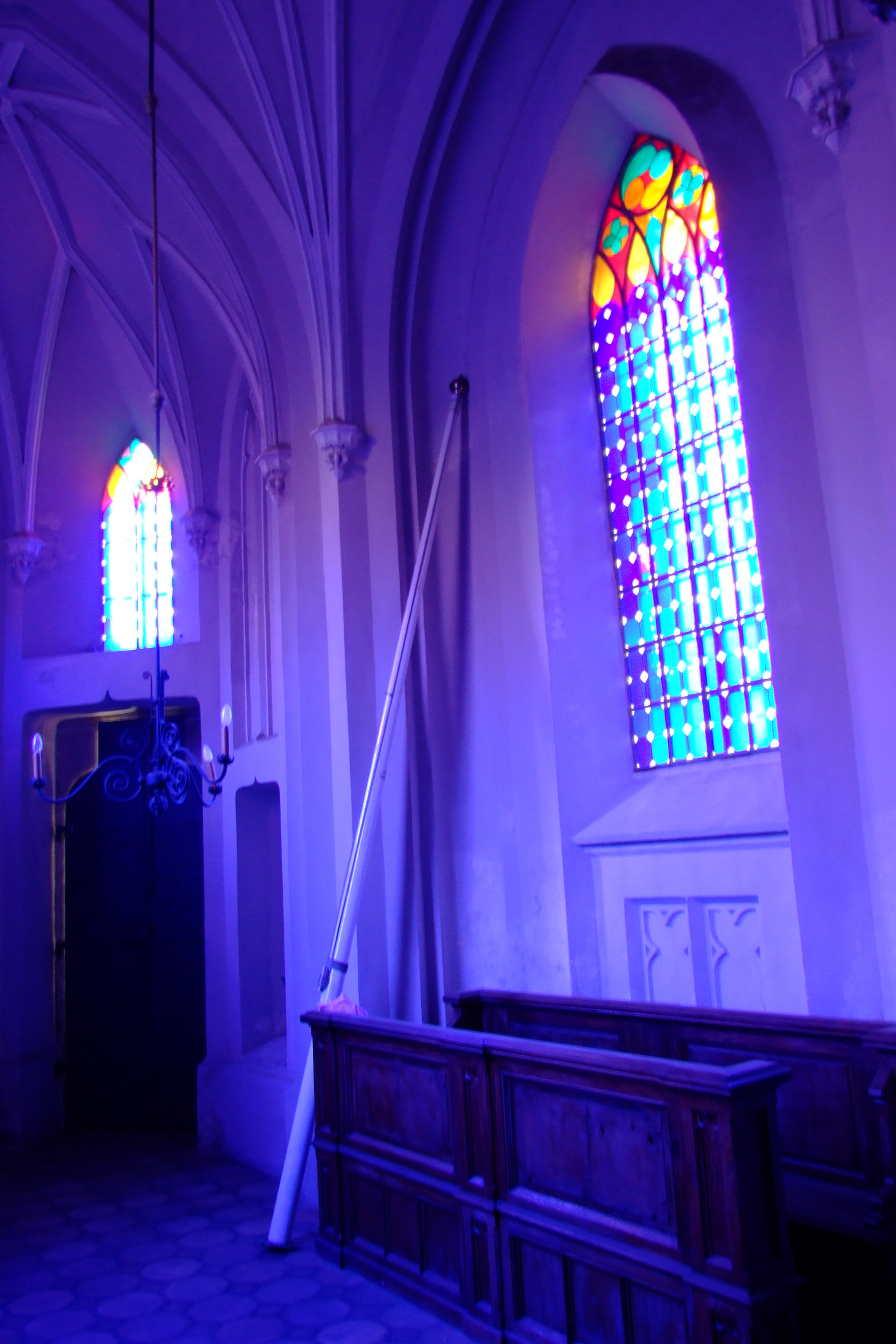
Vitrail
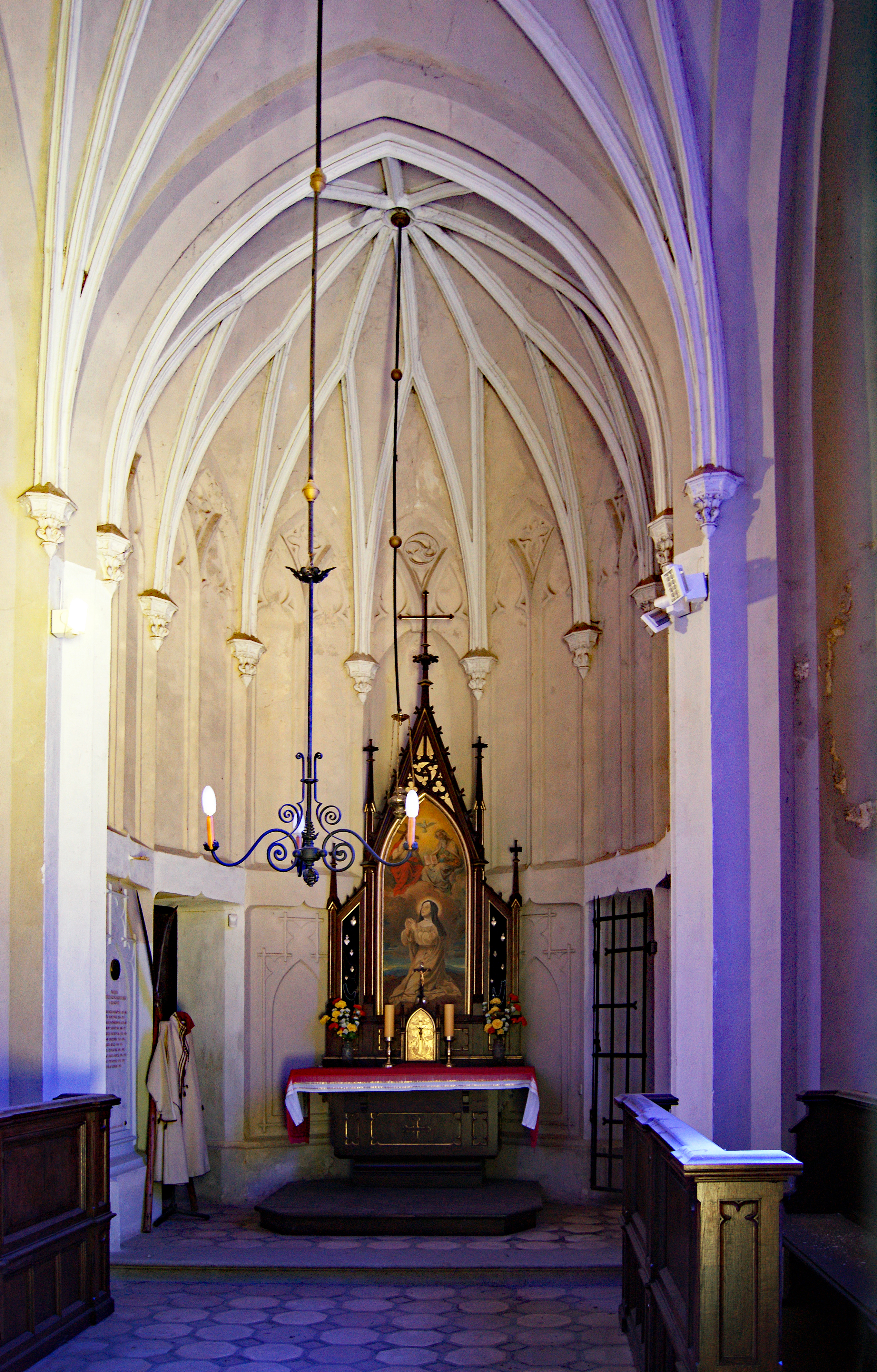
L'autel

### Extérieur

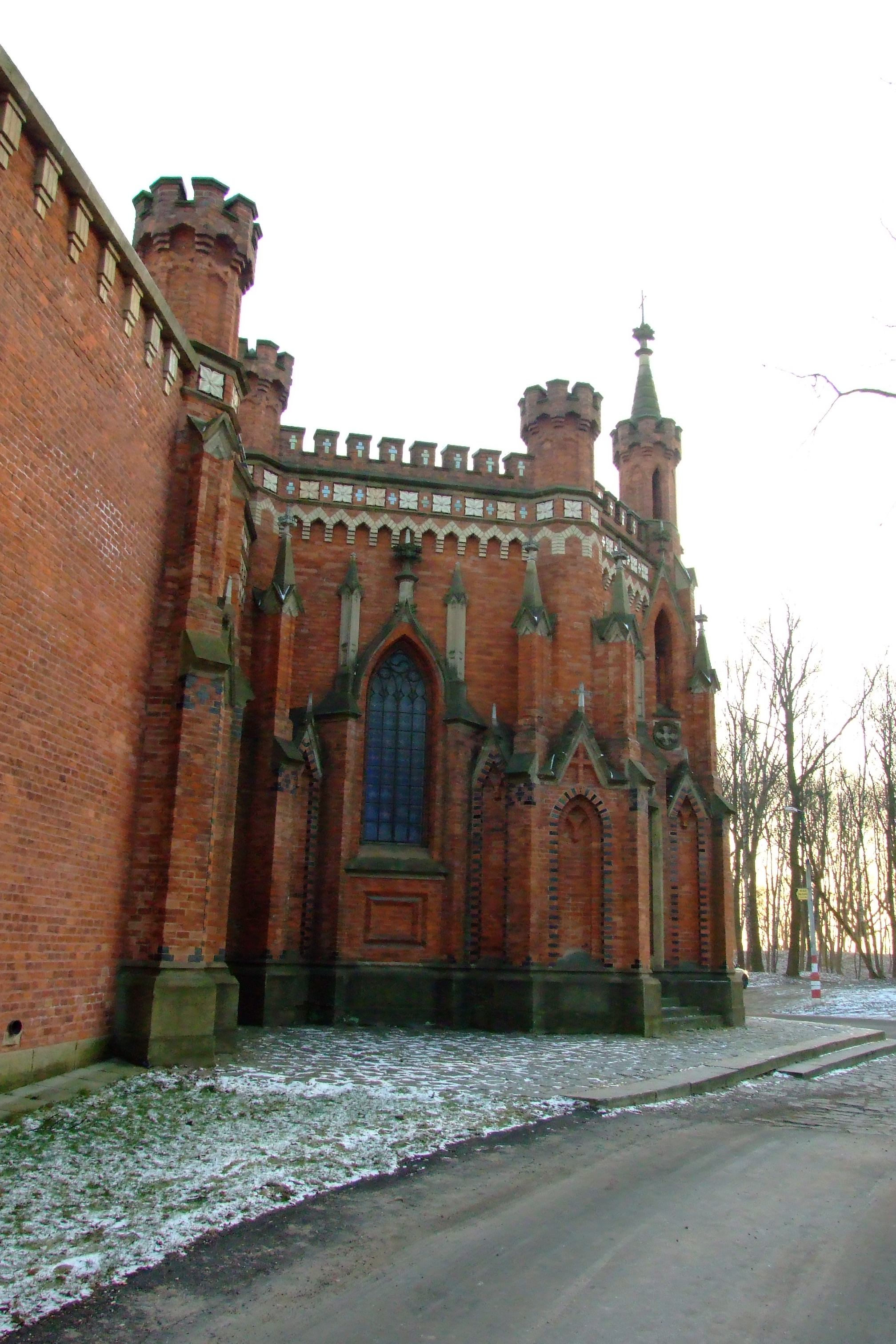
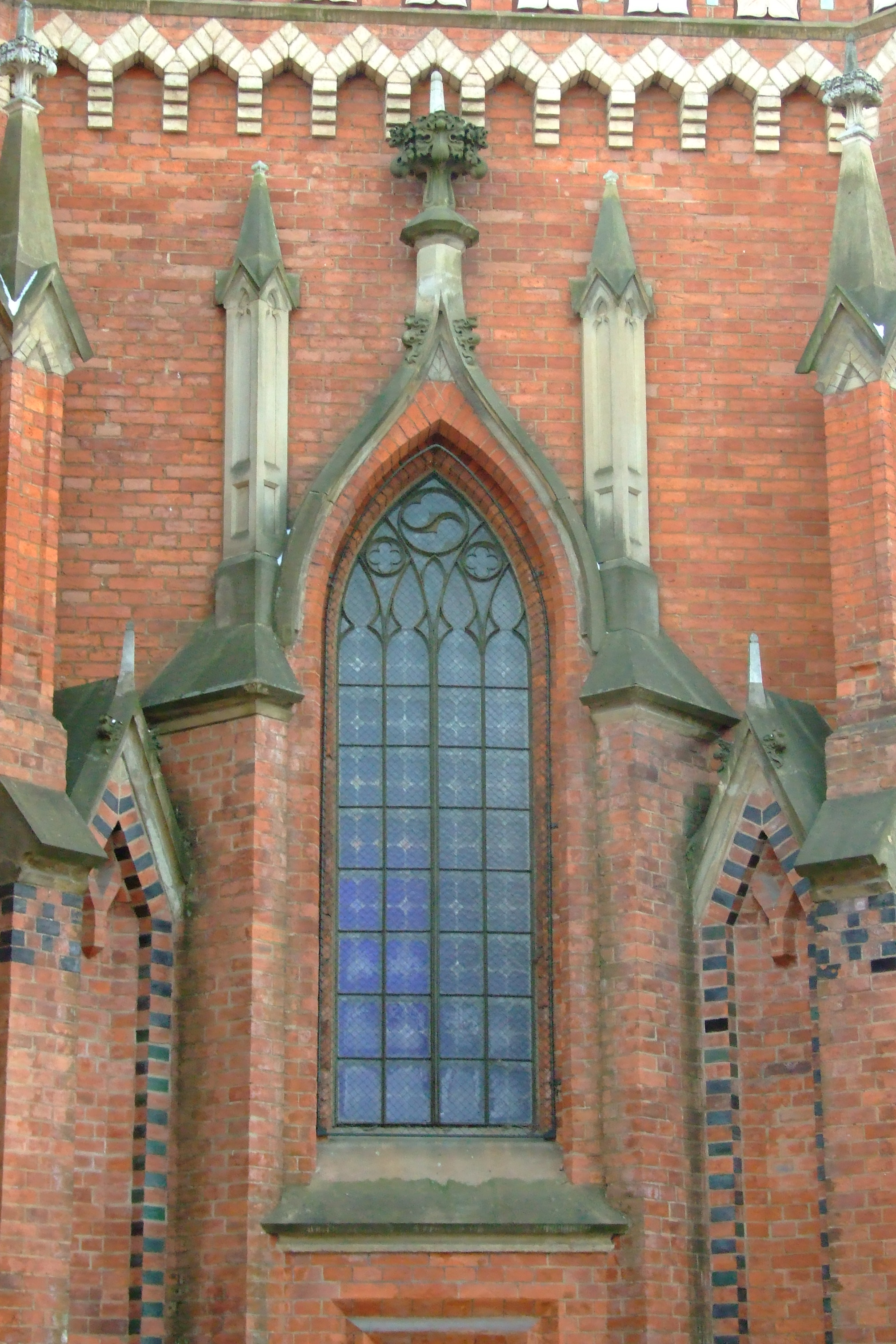
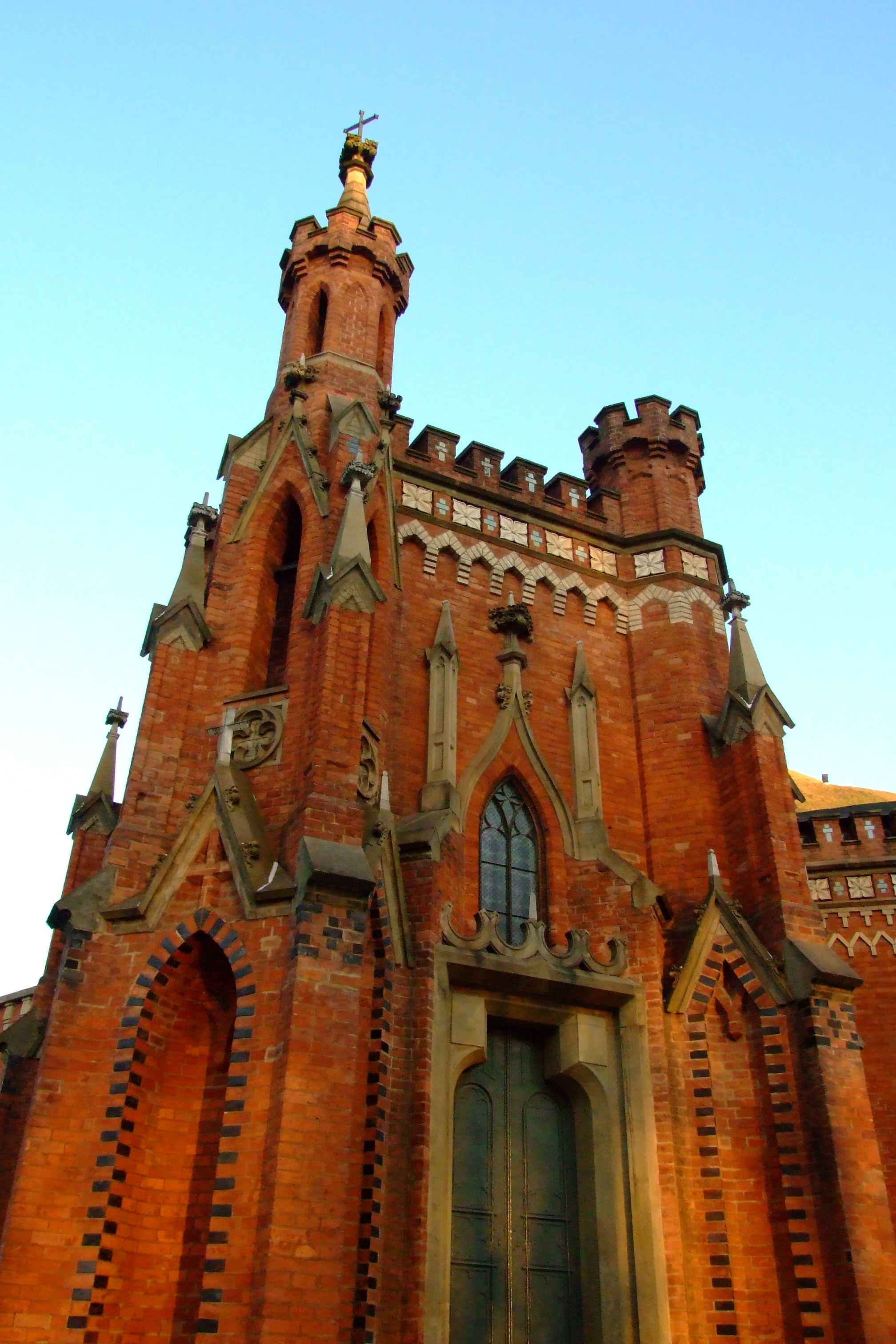
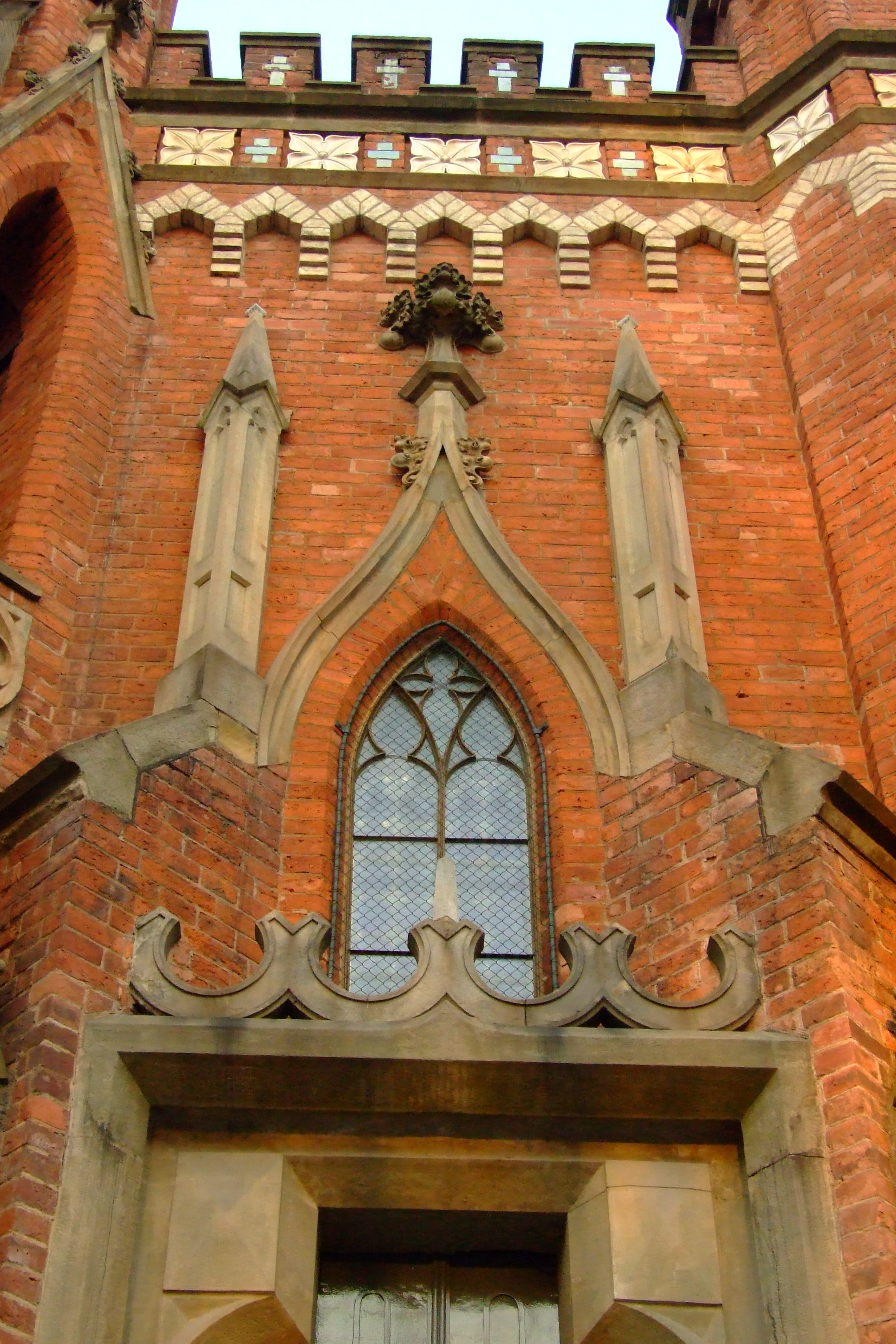
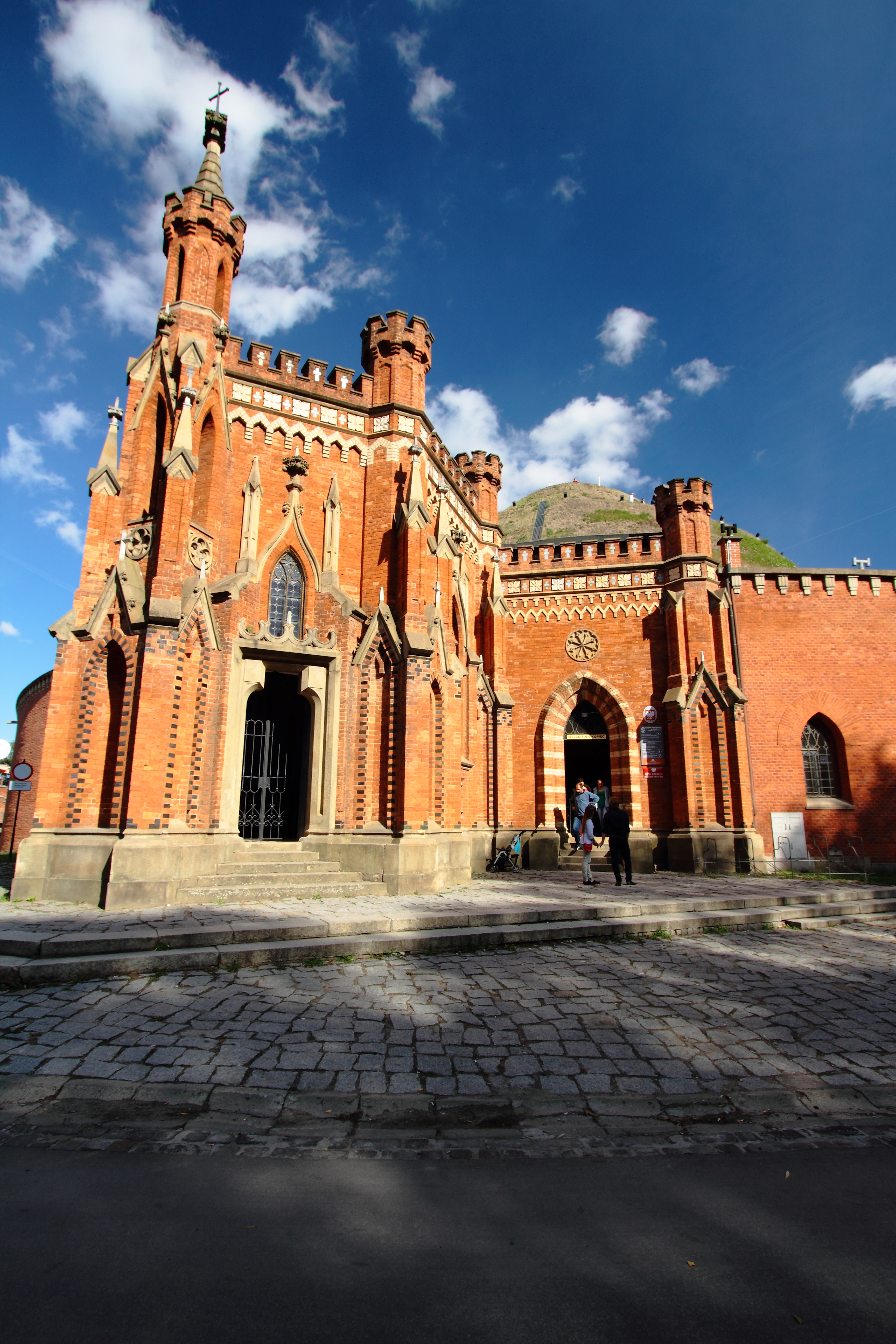
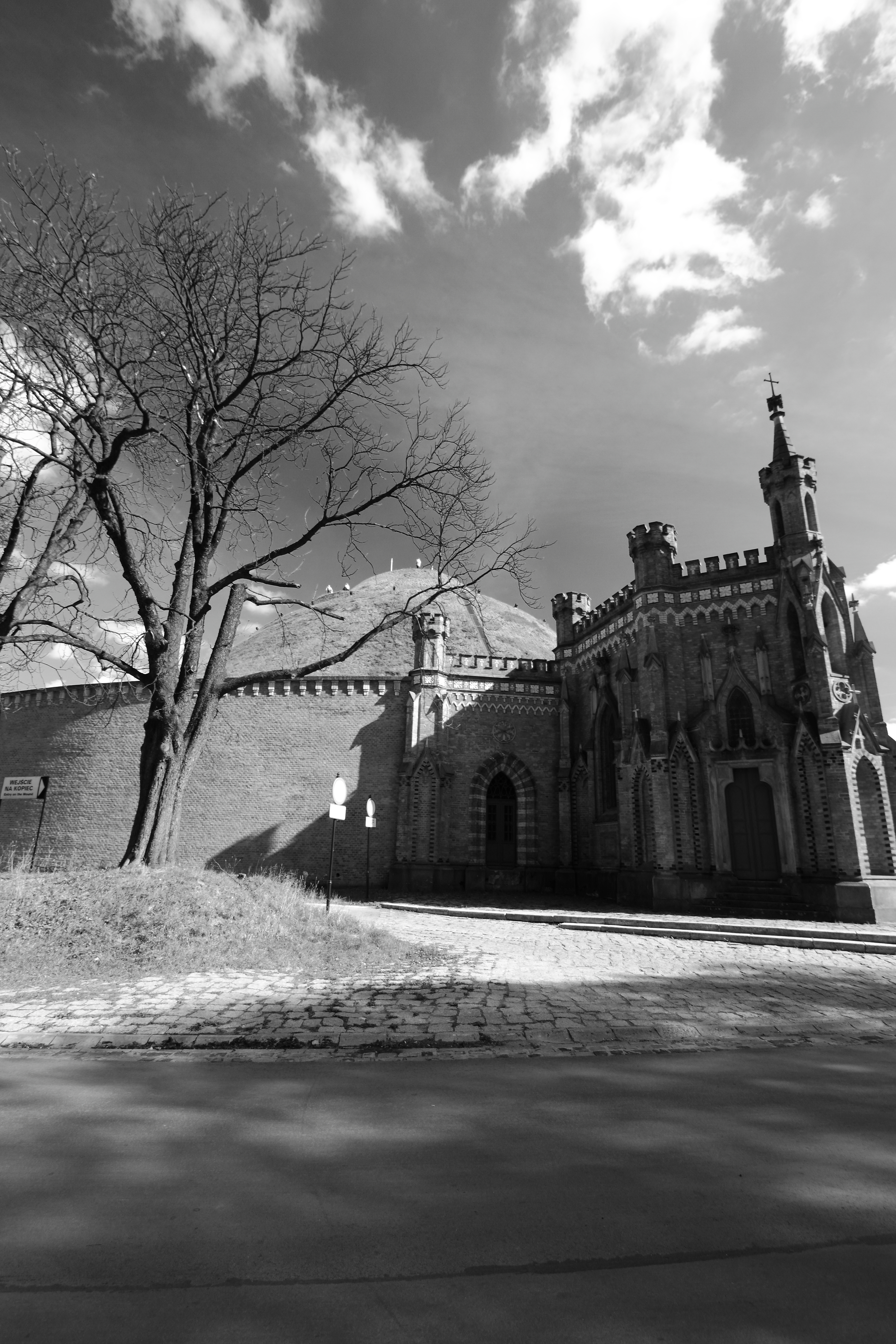
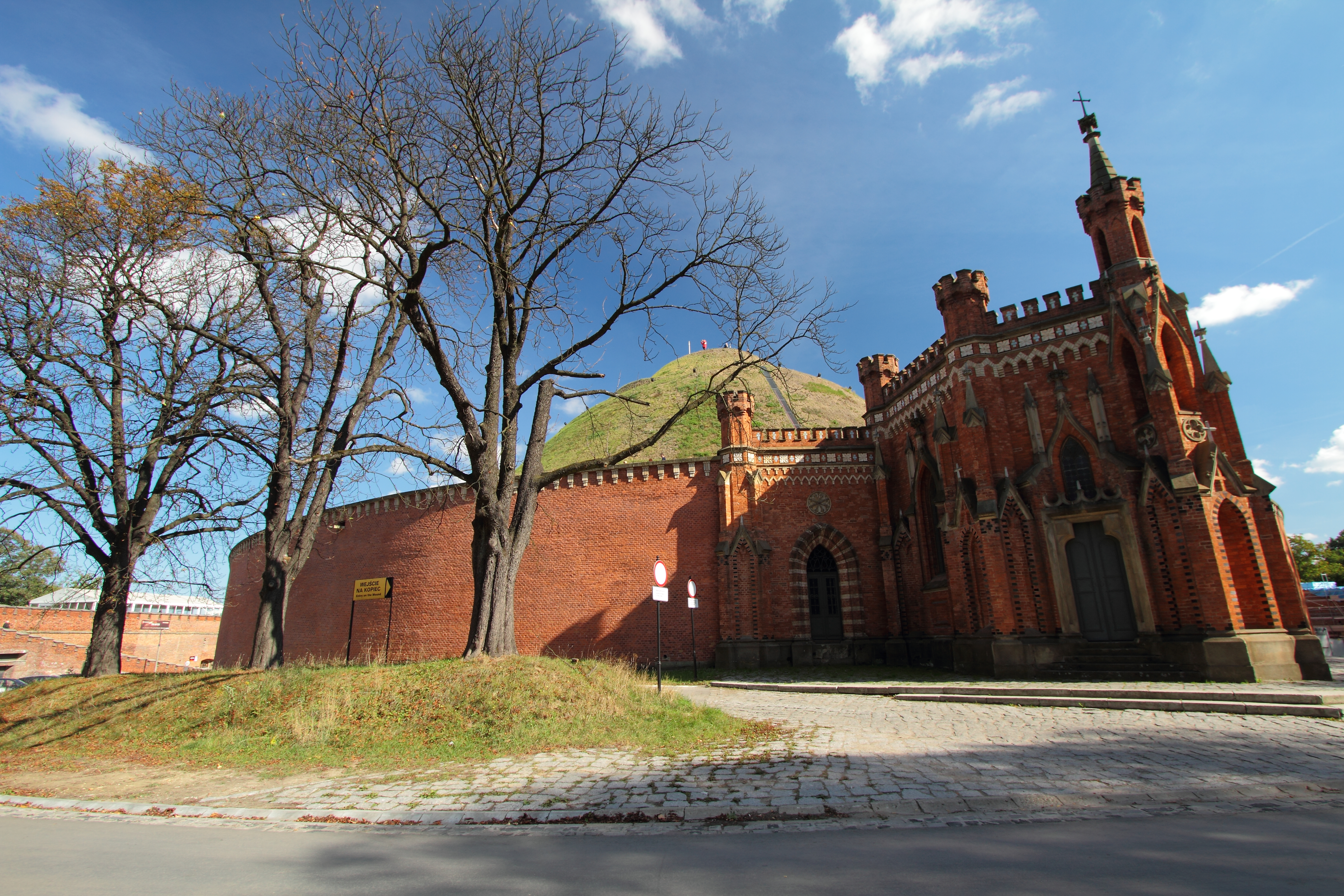
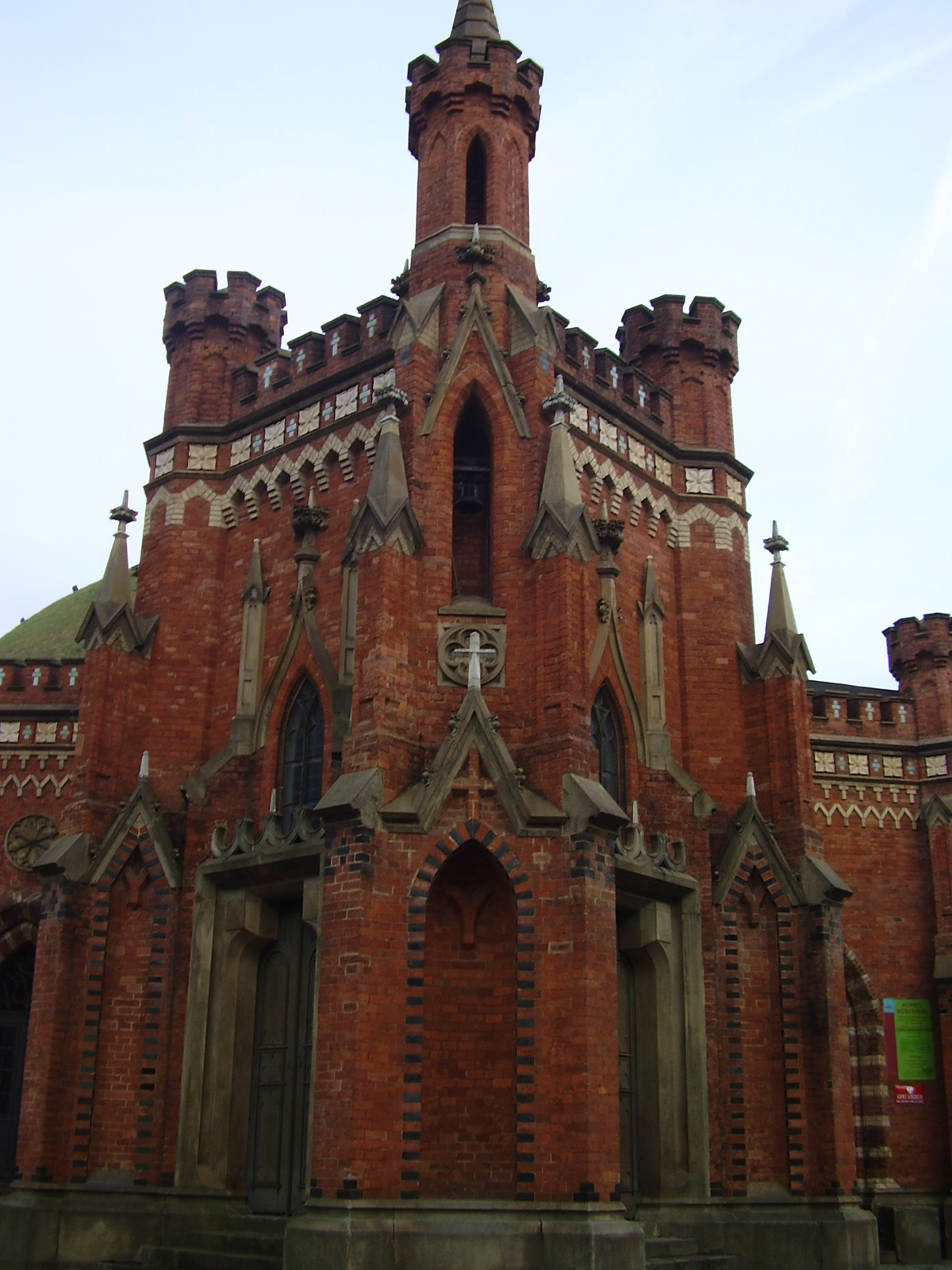
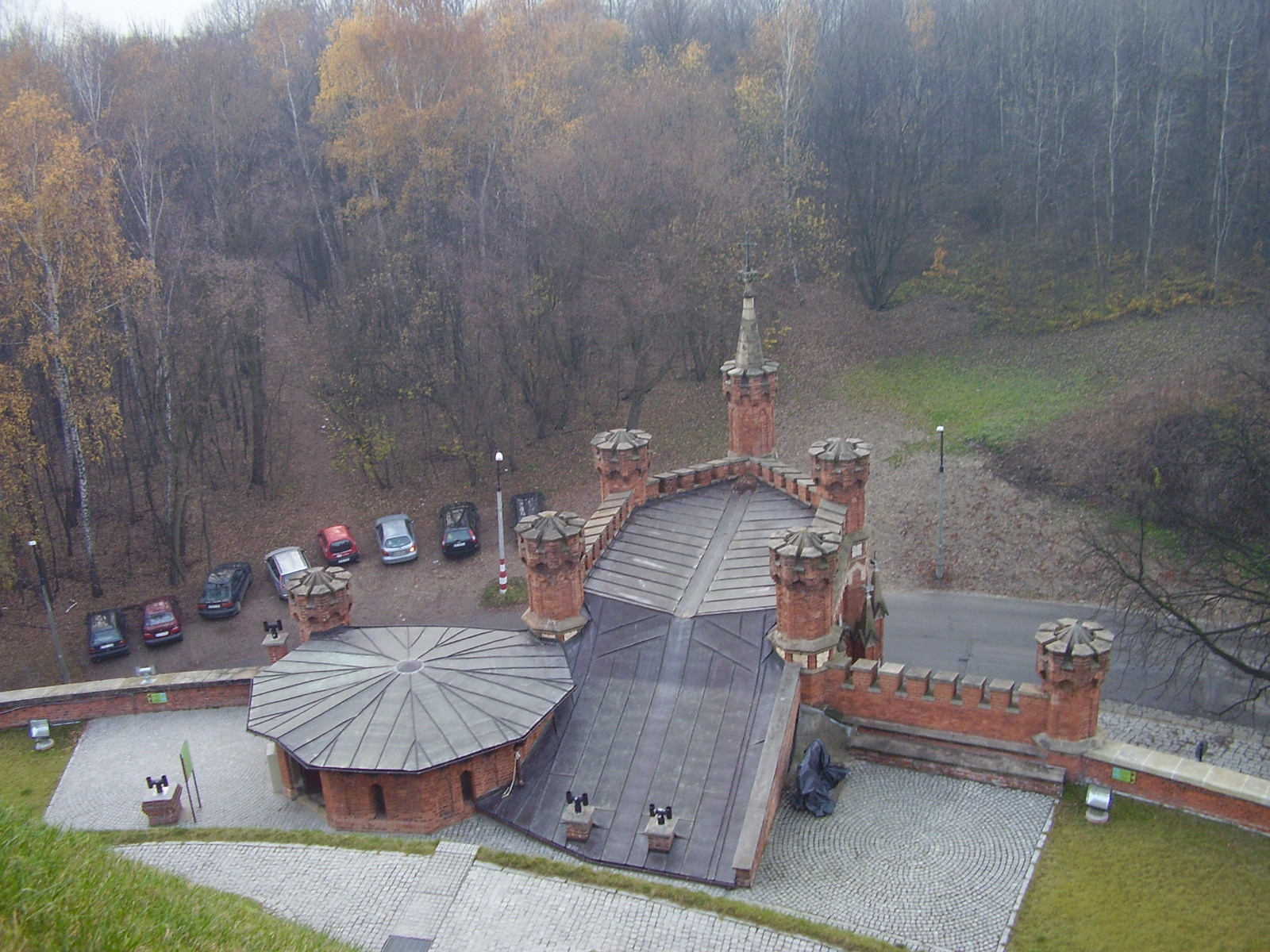
Le toit
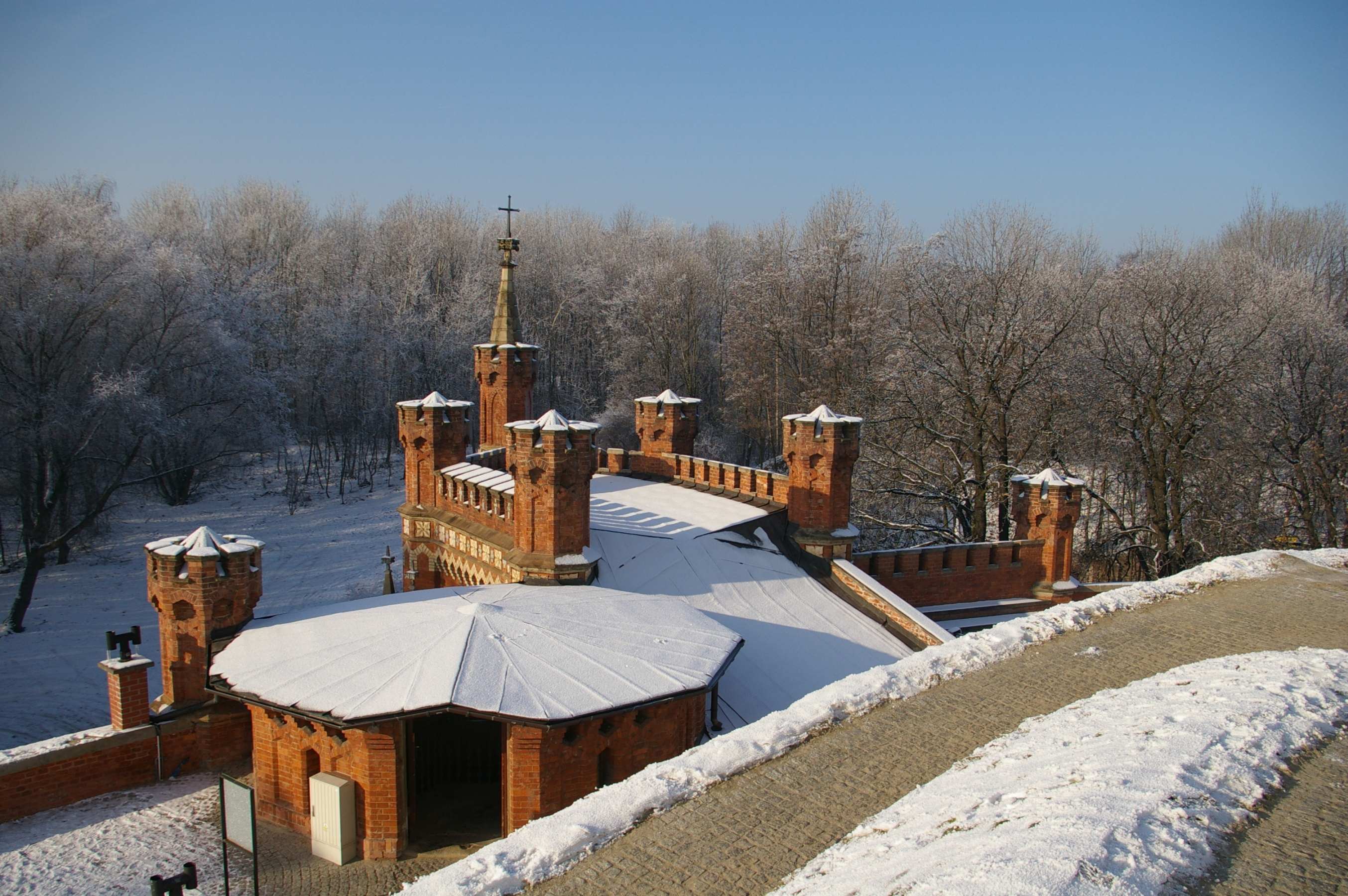
Autre vue du toit